# Mihályfi Luca
Mihályfi Luca Zsófia (Született: Budapest, 2003. augusztus 8.) Mihályfi Balázs lánya. Az X-Faktor tizenegyedik évadának harmadik helyezettje.

## Élete
Mihályfi Luca Zsófia 2003. augusztus 8-án született Budapesten ahol a gyermekkorát eltöltötte. Iskolai tanulmányait a Budapesti XVI. Kerületi Táncsics Mihály Általános Iskola és Gimnáziumban végezte el.

2024-ben egy ideig együtt volt Szépréthy Rolanddal, de a szenvedélyes kapcsolatuk hamar véget ért, majd a Dancing with the Stars ötödik évadában megismerkedett Hegyes Bertalannal akivel azóta is együtt van.

## Pályafutása
2022-ben jelentkezett az X-Faktor tizenegyedik évadába a Billie Eilish - wish you were gay című dallal amellyel jutott tovább a Táborba. A Mentorházban Britney Spears - Toxic című dalával bejutott az Élő show-ba Gáspár Laci mentorálásával. A 2022. november 19-én megrendezett döntőben a harmadik helyig jutott.

## Diszkográfia

### Zenéi[5]
- Rendben (2022)
- Revolver (2023)
- Villám (Ekhoeval közös dal) (2023)
- Valentino (Csokyval közös dal) (2023)
- Rari (2023)
- Amnézia (2023)
- Nikotin (2024)
- Rossz ötlet (T. Dannyval közös dal) (2024)
- Nem bírnál velem (2024)
- Orosz rulett (2024)
- ADIOS (2025)

## Tévés szereplései
| Év   | Műsor                  | Szerep             | Csatorna |
| ---- | ---------------------- | ------------------ | -------- |
| 2022 | X-Faktor               | Versenyző          | RTL      |
| 2023 | The Voice              | Háttér műsorvezető | RTL      |
| 2024 | Dancing with the Stars | Versenyző          | TV2      |
| 2025 | A Nagy Duett           | Versenyző          | TV2      |
| 2025 | Szerencsekerék         | Versenyző          | TV2      |